# Inside Monaco
Inside Monaco (originaltitel: Inside Monaco: Playground of the Rich) är en brittisk dokumentärserie som hade premiär på BBC2 den 15 juni 2020. Säsongen består av tre avsnitt.

## Handling
Serien kretsar kring det till utan lilla landet Monaco som rymmer ett mycket stort antalet miljonärer. Serien följer de stormrika invånarna men också de anställda som ser till att hjulen snurrar.

## Medverkande
- Fred Sirieix - berättare